# Renaissance (The Association)
| Recensione | Giudizio |
| ---------- | -------- |
| AllMusic   | [ 1 ]    |

Renaissance è il secondon album discografico della The Association, pubblicato dall'etichetta discografica Valiant Records nel novembre del 1966.
Pandora's Golden Heebie Jeebies (#35) e Not Fair at All (#51) i singoli tratti dall'album ed entrati nelle classifiche Billboard The Hot 100.

## Tracce
Lato A
1. I'm the One – 2:35 (Russ Giguere)
2. Memories of You – 2:15 (Jerry Yester)
3. All Is Mine – 3:13 (Terry Kirkman)
4. Pandora's Golden Heebie Jeebies – 2:45 (Gary Alexander)
5. Angeline – 3:10 (Gary Alexander, Terry Kirkman)
6. Songs in the Wind – 2:35 (Ted Bluechel, Jr.)

Lato B
1. You May Think – 1:45 (Gary Alexander, Terry Kirkman)
2. Looking Glass – 2:05 (Gary Alexander)
3. Come to Me – 2:15 (Gary Alexander, Jerry Yester)
4. No Fair at All – 2:35 (Jerry Yester)
5. You Hear Me Call Your Name – 2:18 (Gary Alexander, Jerry Yester)
6. Another Time, Another Place – 1:47 (Gary Alexander)

Edizione CD del 2011, pubblicato dalla Cherry Red Records (CRNOW 27)
1. I'm the One – 2:39 (Russ Giguere)
2. Memories of You – 2:13 (Jerry Yester)
3. All Is Mine – 3:14 (Terry Kirkman)
4. Pandora's Golden Heebie Jeebies – 2:53 (Jules Gary Alexander)
5. Angeline – 3:11 (Jules Gary Alexander, Terry Kirkman)
6. Songs in the Wind – 2:40 (Ted Bluechel, Jr.)
7. You May Think – 1:54 (Jules Gary Alexander, Terry Kirkman)
8. Looking Glass – 2:06 (Christie Twice, Jules Gary Alexander)
9. Come to Me – 2:17 (Jerry Yester, Jules Gary Alexander)
10. No Fair at All – 2:34 (Jerry Yester)
11. You Hear Me Call Your Name – 2:24 (Jules Gary Alexander, Terry Kirkman)
12. Another Time, Another Place – 1:54 (Jules Gary Alexander)
13. The Machine – 1:24 (Brian Cole) – Bonus Track - Non-LP
14. Pandora's Golden Heebie Jeebies – 2:53 (Jules Gary Alexander) – Bonus Track - 45 Version
15. No Fair at All – 2:39 (Jerry Yester) – Bonus Track - 45 Version - Alt. Vocal
16. Looking Glass – 2:13 (Christie Twice, Jules Gary Alexander) – Bonus Track - 45 Version - Alt. Vocal
17. Memories of You – 2:21 (Jerry Yester) – Bonus Track - Instrumental
18. No Fair at All – 2:50 (Jerry Yester) – Bonus Track - Instrumental
19. Songs in the Wind – 3:01 (Ted Bluechel, Jr.) – Bonus Track - Instrumental
20. Angeline – 3:10 (Jules Gary Alexander, Terry Kirkman) – Bonus Track - Instrumental
21. Pandora's Golden Heebie Jeebies – 2:54 (Jules Gary Alexander) – Bonus Track - Instrumental
22. Looking Glass – 2:08 (Christie Twice, Jules Gary Alexander) – Bonus Track - Instrumental

## Formazione
- Gary Alexander - chitarra solista, chitarra grunt, koto
- Gary Alexander - voce solista (brani: Pandora's Golden Heebie Jeebies e Come to Me)
- Russ Giguere - chitarra, percussioni
- Russ Giguere - voce solista (brani: I'm the One, Looking Glass e Another Time, Another Place)
- Jim Yester - chitarra, pianoforte, clavicembalo, campane
- Jim Yester - voce solista (brani: Memories of You, Come to Me e No Fair at All)
- Terry Kirkman - recorder, flicorno, tamburello, piano, percussioni
- Terry Kirkman - voce solista (brani: All Is Mine e Angeline)
- Brian Cole - chitarra basso, accompagnamento vocale
- Ted Bluechel, Jr. - batteria (pig skins), percussioni (door slam, campane, maracas, cash register)
- The Association (gruppo) - voci (brani: You May Think e You Hear Me Call Your Name)

Note aggiuntive
- Jerry Yester - produttore
- Registrazioni effettuate al Western Recording Studio di Hollywood (California)
- Henry Lewy - ingegnere delle registrazioni
- Design album di: Peter Whorf Graphics[4]